# آن صوفي فون أوتر
آن صوفي فون أوتر (مواليد 9 مايو 1955) هي ميزو سوبرانو سويدية عرفت بغنائها الأوبرا والخطابات وكذلك أغاني الروك والبوب، واحدة من أفضل المطربين في جيلها مع ثروة مزدوجة من التسجيلات والعديد من الجوائز بما في ذلك جائزتي غرامي لأفضل أداء صوتي كلاسيكي، وقد حصلت على جائزة أخيرة لها في عام 2015 عن قرصها الأصلي

## نشأتها
ولدت فون أوتر في ستوكهولم، السويد. والدها الدبلوماسي السويدي غوران فون أوتر، في برلين خلال الحرب العالمية الثانية. نشأت في بون ولندن وستوكهولم. درست في ستوكهولم وفي مدرسة جيلدهول للموسيقى والدراما في لندن، حيث كان من بين معلميها فيرا روزا. في عام 1982 حصلت على الجائزة الثانية في مسابقة أي آر دي الدولية للموسيقى.
من عام 1983 إلى عام 1985، كانت عضوًا في فرقة أوبرا بازل، حيث ظهرت لأول مرة في الأوبرالية الاحترافية بدور ألسينا في أورلاندو بالادينو للمخرج هايدن. ظهرت لأول مرة في دار الأوبرا الملكية، كوفنت جاردن، في عام 1985 وأول ظهور لها في لا سكالا في عام 1987. وكان ظهورها في أوبرا متروبوليتان في ديسمبر 1988 بدور تشيروبينو في زواج فيجارو.

## روابط خارجية
- الموقع الرسمي
- آن صوفي فون أوتر في قاعدة بيانات الأفلام على الإنترنت